# Seznam okružních linek metra
Toto je seznam okružních linek metra, postavených i zvažovaných, včetně odkazů na články o těchto drahách a nejdůležitějších parametrech.
| Stát               | Město          | Článek o lince                           | Článek o metru     | Datum otevření  | Délka v km | Poznámky                            |
| ------------------ | -------------- | ---------------------------------------- | ------------------ | --------------- | ---------- | ----------------------------------- |
| Ázerbájdžán        | Baku           | Linka 2 (metro v Baku)                   | Metro v Baku       | 1967            | 14         | kruhová bude až v budoucnu          |
| Česko              | Praha          | Okružní linka metra v Praze              | Metro v Praze      | odhad 2040–2060 | cca 36     | zvažovaná                           |
| Čína               | Peking         | Linka 2 (metro v Pekingu)                | Metro v Pekingu    | 1984            | 23,1       |                                     |
| Čína               | Peking         | Linka 10 (metro v Pekingu)               | Metro v Pekingu    | 2008            | 57         |                                     |
| Čína               | Šanghaj        | Linka 4 (metro v Šanghaji)               | Metro v Šanghaji   | 2005            | 33,7       |                                     |
| Čína               | Čcheng-tu      | Linka 7 (metro v Čcheng-tu)              | Metro v Čcheng-tu  | 2017            | 38,61      |                                     |
| Čína               | Čeng–čou       | Linka 5 (metro v Čeng-čou)               | Metro v Čeng–čou   | 2019            | 40,4       |                                     |
| Čína               | Kanton         | Linka 11 (metro v Kantonu)               | Metro v Kantonu    | 2024            | 43,2       |                                     |
| Čína               | Charbin        | Linka 3 (metro v Charbinu)               | Metro v Charbinu   | 2017–2024       | 37,6       | ve výstavbě, zprovoznění po úsecích |
| Dánsko             | Kodaň          | Linka M3 (metro v Kodani)                | Metro v Kodani     | 2019            | 15,5       |                                     |
| Francie            | Paříž          | Linka 15 (metro v Paříži)                | Metro v Paříži     | 2020–2030       | cca 75     | ve výstavbě, zprovoznění po úsecích |
| Japonsko           | Tokio          | Linka Toei Óedo                          | Metro v Tokiu      | 1991            | 40,7       |                                     |
| Rusko              | Moskva         | Kolcevaja (linka metra v Moskvě)         | Metro v Moskvě     | 1950            | 19,4       |                                     |
| Rusko              | Moskva         | Bolšaja kolcevaja (linka metra v Moskvě) | Metro v Moskvě     | 2018-2023       | 57,5       |                                     |
| Rusko              | Moskva         | Moskevský centrální okruh                | Metro v Moskvě     | 2016            | 54         | linka metra a železnice v Moskvě    |
| Španělsko          | Madrid         | Linka 6 (metro v Madridu)                | Metro v Madridu    | 1981            | 23,5       |                                     |
| Španělsko          | Madrid         | Linka 12 (metro v Madridu)               | Metro v Madridu    | 2003            | 40,6       |                                     |
| Spojené království | Londýn         | Circle Line                              | Metro v Londýně    | 1884            | 27         |                                     |
| Spojené království | Glasgow        | Metro v Glasgow                          | Metro v Glasgow    | 1896            | 10,4       |                                     |
| Tchaj-wan          | Nová Tchaj-pej | Kruhová linka (Nová Tchaj-pej)           | Metro v Tchaj-peji | 2020            | 15,4       |                                     |